# Francis Obikwelu
Francis Obiorah Obikwelu va néixer el 22 de novembre de 1978 a Nigèria, i nacionalitzat portuguès des de 2001. Atleta portuguès especialista en proves de velocitat. Va ser subcampió olímpic dels 100 metres a Atenes 2004, on va batre el rècord d'Europa amb 9"86. A més es va proclamar Campió d'Europa de 100 i 200 metres a Göteborg 2006.

## Inicis
Quan tenia 14 anys jugava al futbol a Nigèria, però el seu entrenador es va adonar del seu potencial a l'atletisme i li va aconsellar que provés aquest esport. Dos anys després representà a Nigèria als Campionats d'Àfrica júnior de 1994, on va guanyar la medalla de plata als 400 metres.
Aquell mateix any va participar en els Campionats del Món júnior de Lisboa, on va ser eliminat a semifinals dels 400 metres llisos. En acabar aquests campionats va decidir quedar-se a viure a Lisboa i no tornar a Nigèria. Els primers temps a Portugal van ser durs, ja que hagué de sobreviure treballant de manobra i dormint, a vegades, a la caseta de l'Estadi Nacional, al costat de les pistes on entrenava.
El 1996 va participar en els Jocs d'Atlanta, on fou semifinalista en els 200 metres. Poques setmanes més tard es proclamà, a Sydney, campió del món "júnior" de 100 i 200 metres.
El 1997 va prendre part en els Mundials d'Atenes, on fou semifinalista als 100 metres, i va guanyar la medalla de plata amb l'equip nigerià de relleus 4x100 m.
El seu primer gran èxit a nivell individual fou el 1999 quan aconseguí la medalla de bronze dels 200 metres als Mundials de Sevilla, per darrere Maurice Greene (or) i Claudinei da Silva (plata).
Amb tot el 2000, als Jocs de Sydney no va poder passar de semifinals als 200 m, i a més es va lesionar el genoll.

## Nacionalització portuguesa
Tot seguit va prendre la decisió de nacionalitzar-se portuguès degut als conflictes que havia tingut amb els dirigents esportius nigerians, als quals acusava de no haver-lo ajudat durant la seva lesió de genoll, tot i haver-se-la fet representant a Nigèria. El mateix Obikwelu hagué de pagar-se el viatge al Canadà per a ser operat.
Va obtenir la nacionalitat portuguesa l'octubre de 2001. Els tràmits van impedir-li participar en els Mundials d'Edmonton.
El 2002, ja amb la seva nova nacionalitat, es proclamà Campió d'Europa dels 100 m i subcampió dels 200, on fou batut pel grec Kenteris.
El meu major èxit arribà als Jocs d'Atenes, on a les eliminatòries dels 100 m ja es va mostrar com un dels velocistes més en forma. A la final no va fer una bona sortida, però la posterior remuntada el feu arribar fins a la segona posició, per darrere de Justin Gatlin, que el va superar per una sola centèsima de segon. El temps d'Obikwelu fou de 9"86 un nou rècord d'Europa, millorant en una centèsima el que tenia Linford Christie des de 1993. A la final dels 200 m fou cinquè.
El 2005 no va poder guanyar cap medalla als Mundials de Hèlsinki, ja que fou quart a la final dels 100 metres.
El 2006, als Campionats d'Europa de Göteborg aconseguí guanyar els 100 i els 200 metres, sent la primera vegada que s'aconseguia fer en categoria masculina.
Obikwelu és un velocista alt (1,95), cosa que fa que les seves sortides no siguin excessivament ràpides i tingui dificultats durant els primers metres. Amb tot, la seva capacitat d'acceleració durant la segona meitat de la cursa és excel·lent.

## Millors marques
- 100 m. 9"86, el 22 d'agost de 2004, a Atenes
- 200 m. 19"84, el 25 d'agost de 1999, a Sevilla
- 400 m. 46"29, el 3 de juny de 1998